# 动物神经网
动物神经网简称神经网（nerve net），是一些具有辐射对称性的基群真后生动物身体中均匀分散的神经组织分布架构，例如刺胞动物（水母、水螅、海葵等）、有栉动物（栉水母）和棘皮动物（海星）。具有神经网的动物大概在六亿到五亿年前的埃迪卡拉纪和寒武纪早期出现，是生物圈最早发展出来的神经系统。

## 演化

后生动物的系统发生树

真正的神经组织出现于多孔动物与刺胞动物和栉水母的最后共同祖先的分化之后, 研究多孔动物门的外群和现存的拥有神经网的动物可以帮助人们更好的理解神经网。
多孔动物门(海绵)是在动物界中的现存门, 属于此门的物种没有神经系统。 虽然多孔动物并不具备可以进行神经肌肉传递的突触和肌原纤维, 但是他们分化出了神经系统的原型并且有着几种对于刺胞动物神经系统形成至关重要的同源基因。海绵细胞可以通过钙信号和其他方法来进行细胞信号传送。海绵幼虫分化出了感觉细胞, 这些细胞会对包括光,重力,和水流等等的刺激做出反应，这些都提高了它们的适应度。 除了感觉细胞会在发育过程中分化外，成年的海绵还可以进行收缩运动。
神经系统的出现与电压门控型钠离子通道的演化过程息息相关，钠离子通道让细胞可以通过动作电位的传播来进行长距离的信号传送，而电压门控型钠离子通道能进行未调制过的细胞间信号传导。钠离子通道的起源至今还不明确，但是有假说认为钠离子通道从钙离子通道中分化出来的过程可能发生于神经系统出现的时候或者是在多细胞生物出现之前。多孔动物有钙离子却没有钠离子通道可能是因为刺胞动物和栉水母在与多孔动物分化后才演化出了钠离子通道，也有可能是因为多孔动物在演化过程中失去了编码钠离子通道的基因。
神经网存在于刺胞动物门(例如钵水母纲，立方水母，和海葵)，栉水母和棘皮动物门的生物中。刺胞动物和栉水母都有着具有径向对称性的身体，统称为肠腔动物。肠腔动物分化于5亿7千万年前，早于寒武纪大爆发，他们是最早拥有着可以在发育时分化和通过突触传导来进行信号传送的神经系统的两门动物。绝大多数与神经网相关的神经组织进化研究都是用刺胞动物进行的。肠腔动物的神经系统允许他们进行感觉，收缩，运动和狩猎/进食行为。肠腔动物和两侧对称动物分享着共同的神经生理机制，因此，肠腔动物提供了可以用于追寻神经发生的起源的模型系统。这是因为神经发生最先出现于肠腔动物和两侧对称动物的共同祖先真后生动物中。 第二次神经发生出现于肠腔动物和两侧对称动物的分化之后。虽然拥有神经网的生物并没有真正的大脑，但是他们还是具备着进行复杂的移动和行为的能力。神经网的存在让生物具备了对环境做出反应的能力。

## 结构
神经网由相互连接的神经元组成，可与身体各部分相联系。它是一种松散的细胞网络，在某些生物体内可以聚集形成神经节，但不能形成大脑。在研究神经网方面，水螅是一类理想的可以进行研究和测试的刺胞动物。它们成为受欢迎的模式生物的原因包括：它们的神经网简单而方便观察，有很高的再生率，而且在实验中易于操作。
有两类神经细胞存在于水螅的神经网中：神经节和感觉细胞。神经节细胞通常被发现在上皮细胞的底端附近，而感觉细胞通常在顶端方向从基底端的肌肉延伸。神经节的功能一般是为不同的神经结构之间提供中介连接，而感觉细胞的作用则是检测不同的刺激，例如光、声音、触摸或温度。
神经网内有许多神经元集群，它们都有分布在一个固定的区域中。在水螅中，表皮感觉细胞的细胞体通常位于其附属肢体（口部的突起）的顶端，神经突的细胞体则通常位于其附属肢体的侧部，神经节细胞则位于附属肢体的基底区域（在触角之间和头部下方）。神经网包含可以调节神经活动的中间神经元，这种活动发生于感觉刺激和运动输出之间。

## 种类
- 弥散型，如水母。
- 中心和周围型，如海星。

## 能力
可以通过使用神经网内的感觉神经元为动物提供感知物体的能力。

## 运作
当身体部分受刺激，这改变可从神经网传布，引起身体其他部分作出反应。